# Glyphesis
Glyphesis Simon, 1926 è un genere di ragni appartenente alla famiglia Linyphiidae.

## Distribuzione
Le 7 specie oggi attribuite a questo genere sono state reperite nella regione olartica: 5 sono diffuse in varie località della regione paleartica e due in America settentrionale.

## Tassonomia
A dicembre 2011, si compone di sette specie:
- Glyphesis asiaticus Eskov, 1989 — Russia
- Glyphesis cottonae (La Touche, 1946) — Regione paleartica
- Glyphesis idahoanus (Chamberlin, 1948) — USA
- Glyphesis nemoralis Esyunin & Efimik, 1994 — Russia, Ucraina
- Glyphesis scopulifer (Emerton, 1882) — USA, Canada
- Glyphesis servulus (Simon, 1881)[3] — Europa
- Glyphesis taoplesius Wunderlich, 1969 — Germania, Ungheria, Danimarca, Polonia, Russia

### Sinonimi
- Glyphesis conicus Loksa, 1981; questi esemplari a seguito di un lavoro degli aracnologi Blick & Szinetár del 1996, sono stati riconosciuti in sinonimia con Glyphesis taoplesius Wunderlich, 1969[1].